# Lilijana Žnidaršič Golec
Lilijana Žnidaršič Golec, slovenska zgodovinarka, * 1963, Ljubljana.

## Življenje in delo
Leta 1987 je diplomirala, na Univerzi v Ljubljani, na Filozofski fakulteti, s področja zgodovine in angleščine in postala profesorica zgodovine in angleščine s književnostjo. Leta 2000 pa doktorirala kot doktorica znanosti s področja zgodovine zgodnjega novega veka, prav tako na Filozofski fakulteti. 
Od leta 2005 pa je docentka za slovensko in občo zgodovino zgodnjega srednjega veka. Med letoma 1990 in 1992 je delovala kot profesorica angleščine v Jezikovnem centru International v Ljubljani. Po tem je do leta 2000 delala kot arhivistka v ljubljanskem Nadškofijskem arhivu. Od leta 2000 pa je arhivistka za starejše arhivsko gradivo v Arhivu Republike Slovenije. 2006 je postala članica ARRS programske skupine Slovenska zgodovina. 
Od 2016 pa sodeluje v raziskovalnih projektih ARRS ružbena in identitetna mobilnost v slovenskem prostoru med poznim srednjim vekom in razpadom Habsburške monarhije, pod vodstvom dr. Borisa Golca , do leta 2018, in Umetnina kot odsev znanja in povezovanja Pomen izobrazbe in družbene vpetosti umetnikov in naročnikov v poznem srednjem in zgodnjem novem veku, pod vodstvom dr. Mije Oter Gorenčič, zečet 2018.
Je med avtorji monografije Križanke, ki je leta 2019 prejela priznanje Izidorja Cankarja.

## Dela
- Kariere duhovnikov na Slovenskem v zgodnjem novem veku. Vzvodi, okoliščine, (samo)reprezentacija (Thesaurus memoriae, Opuscula, 9). Ljubljana: ZRC SAZU (2019). ISBN 978-961-05-0220-3
- Cerkvene ustanove in službe v zgodnjem novem veku na Slovenskem: škofovstvo, arhidiakonatstvo, župništvo. Ljubljana: Znanstvena založba Filozofske fakultete (2015). ISBN 978-961-237-730-4